# Макдоннелл, Уильям
Уильям Нейл Макдоннелл (англ. William Neil McDonnell, 15 июля 1876 — 11 мая 1941) — американский стрелок, призёр Олимпийских игр.
Уильям Нейл Макдоннелл родился в 1876 году в Детройте. Летом 1912 года на Олимпийских играх в Стокгольме он завоевал бронзовую медаль в командном первенстве по стрельбе из малокалиберной винтовки на дистанции 25 м, однако стрелять по движущейся мишени ему пришлось впервые в жизни, и его плохое выступление стоило американской команде золотой медали в этом виде — она завоевала лишь серебряную.